# تاكونوسكي فونياما
تاكونوسكي فونياما (باليابانية: 船川 琢之介) (11 يونيو 1996 في أكيتا في اليابان – )؛ هو لاعب كرة قدم ياباني سابق كان يلعب كمهاجم.

## وصلات خارجية
- تاكونوسكي فونياما على موقع رابطة كرة القدم اليابانية للمحترفين (اليابانية)
- تاكونوسكي فونياما على موقع Soccerway.com (الإنجليزية)